# Takatsukasa Masamichi
Takatsukasa Masamichi est un nom japonais traditionnel ; le nom de famille (ou le nom d'école), Takatsukasa, précède donc le prénom (ou le nom d'artiste).
Takatsukasa Masamichi (鷹司 政通) (né le 22 août 1789, mort le 29 novembre 1868) est un noble de cour japonais (kugyō) de la fin de l'époque d'Edo et un descendant de la famille Takatsukasa, fondée à l'origine par Konoe Iezane, qui, en tant que membre du go-sekke, est considérée comme digne de pourvoir des régents pour les empereurs japonais.
Masamichi est le fils ainé de Takatsukasa Masahiro. Il exerce la fonction de régent kanpaku pour les empereurs Ninkō puis Kōmei de 1823 à 1856. Il est également Daijō-daijin (premier ministre) de 1842 à 1848. Comme il est marié à la sœur ainée (鄰姫) de Tokugawa Nariaki, daimyō du domaine de Mito, il peut servir d'intermédiaire entre la cour et le bakufu grâce à ses relations familiales quand est décidée la politique d'« expulsion des barbares » (étrangers) durant la période de crise intervenue après l'arrivée du Commodore Perry. Jugé à cause de son rôle dans la purge d'Ansei (Ansei no Taigokuu), il est condamné à rester en résidence surveillée en 1857 puis se fait moine.
Takatsukasa Sukehiro est le fils qu'il a avec une fille de Tokugawa Harutoshi, septième daimyo du domaine de Mito. Une de ses filles épouse Hachisuka Narihiro, le treizième seigneur du domaine de Tokushima. En plus de ses nombreux propres enfants, il en adopte six autres. Ont été placés dans d'autres familles, Tokudaiji Kin’ito (徳大寺 公純 (); 1821–1883) et Kujō Yusatsune ou Yukitsune (九条 幸経 (); 1823–1859).

## Sources
- Berend Wispelwey (Hrsg.): Japanese Biographical Archive. Fiche 384, K.G. Saur, Munich 2007,  (ISBN 3-598-34014-1)
- (ja) Takatsukasa Masamichi

## Source de la traduction
- (de)/(en) Cet article est partiellement ou en totalité issu des articles intitulés en allemand « Takatsukasa Masamichi » (voir la liste des auteurs) et en anglais « Takatsukasa Masamichi » (voir la liste des auteurs).